# Hvozdík zahradní
Hvozdík zahradní neboli karafiát (Dianthus caryophyllus) je okrasná rostlina z čeledi hvozdíkovitých. Pochází z oblasti okolo Středozemního moře, kde roste planě. Ve střední Evropě se pěstuje ve sklenících nebo na záhonech jako dvouletka, kvete od května do září. Tudíž v nejteplejším období roku. Vyžaduje dobře osluněné stanoviště a ochranu před parazity, jako je rez karafiátová. Dosahuje výšky 30–80 centimetrů, má šedozelený stonek a listy, květenstvím je okolík. V přírodě má květ růžovou až fialovou barvu, již od starověku se šlechtí velkokvěté odrůdy, vyznačující se pestrými barvami (bílá, žlutá, červená, často i s panašováním, někdy s využitím genové manipulace také modrá) a výraznou vůní připomínající hřebíček. V České republice je pěstováním karafiátů proslulé město Klatovy.
Hvozdík zahradní bývá také námětem výtvarných děl, příkladem je Madona s karafiátem od Leonarda da Vinci. Svržení autoritářského režimu v Portugalsku v roce 1974 je označováno jako karafiátová revoluce, protože tato květina byla odznakem povstalců. Červený karafiát je také národním symbolem Slovinska. Karafiáty bývají nošeny jako ozdoba v knoflíkové dírce, patří tradičně k oslavám Svátku práce nebo Dne matek. Theofrastos odvozuje řecký název karafiátu Dianthos z výrazu Diův květ.